# Edificio principale del Museo nazionale di Cracovia
L'Edificio principale del Museo Nazionale di Cracovia (in polacco: Gmach Główny Muzeum Narodowego w Krakowie) è l'edificio nel quale risiede l'apparato amministrativo e parte del Museo nazionale di Cracovia.

## Storia
Disegnato da Czesław Boratyński, Edward Kreisler e Bolesław Schmidt, è costituito da una imponente costruzione chiamata in polacco Gmach Głowny (edificio principale) che sorge nel quartiere periferico occidentale di Cracovia. 
L'edificio fu costruito ad intervalli dal 1934 al 1989 diventando, a lavori terminati l'edificio principale del Museo Nazionale è la più grande delle sezioni nelle quali è articolato Il Museo Nazionale di Cracovia.

## Mostre
L'edificio principale ospita 3 mostre permanenti:
- Armi ed uniformi polacche
- Galleria d'arte decorativa
- Arte polacca del XX secolo

Di norma questo spazio espositivo ospita anche numerose mostre a carattere temporaneo.
Espone pittura novecentesca, arti decorative, armi e uniformi.
La più grande delle tre sezioni è la pinacoteca, che custodisce una vasta collezione di quadri polacchi e alcune sculture, tutte comprese dal 1890 fino ad oggi.

Sono anche esposti diversi disegni per vetrate policrome, tra cui quelle per il Wawel eseguiti da Stanisław Wyspiański e alcuni quadri di Witkacy.
L'edificio principale è la sede amministrativa del Museo nazionale di Cracovia e vi hanno la sede il direttore, l'amministrazione e ufficio finanziario del museo. La direzione si occupa nell'articolare le manifestazioni all'interno delle varie sedi del museo finanziando e mettendo a disposizione i fondi per allestire le continue esposizioni.